# Global Marijuana March
Global Marijuana March (GMM), även kallat Million Marijuana March (MMM), är ett årligt evenemang och demonstration som äger rum i olika städer runt om i världen. Traditionen började 1999 och sedan dess har 100 000-tals människor i över 750 städer världen över deltagit. Olika lokala namn förekommer också, såsom World Cannabis Day, Cannabis Liberation Day, Global Space Odyssey, Ganja Day, J Day och Million Blunts March. Global Marijuana March är en marsch och demonstration till stöd för cannabiskulturen och för rätten till personliga livsstilsval. 